# Salentia nigripes
Salentia nigripes är en tvåvingeart som först beskrevs av Krober 1912.  Salentia nigripes ingår i släktet Salentia och familjen stilettflugor. Inga underarter finns listade i Catalogue of Life.